# Princípio
Princípio (do latim principiu) significa o início, fundamento ou essência de algum fenômeno. Também pode ser definido como a causa primária, o momento, o local ou trecho em que algo, uma ação ou um conhecimento tem origem. Sendo que o princípio de algo, seja como origem ou proposição fundamental, pode ser questionado. Outro sentido possível seria o de norma de conduta, seja moral ou legal. Na filosofia, é uma proposição que se coloca no início de uma dedução e que não é deduzida de nenhuma outra proposição do sistema filosófico em questão.

## Na Filosofia
Na cidade de Mileto, no século VI a.C., os filósofos Tales, Anaximandro e Anaxímenes trataram sobre o princípio (arché). Para Tales, o princípio era a água; para Anaximandro, o infinito, indeterminado (apeiron); e, para Anaxímenes, o ar.
Para os Pitagóricos, o princípio das coisas era os números, pois, devido a sua dedicação à matemática, os pitagóricos foram doutrinados a crer que "todas as coisas são números".